# 彩云小译
彩云小译（英語：LingoCloud）是一款翻译软件，专注于人工智能翻译领域，有移动端软件和网页版。该软件下载量已突破百万，并与维基百科等网站展开合作。

## 历史
彩云小译上线于2017年初，由北京彩彻区明科技有限公司开发。该公司的创始人兼CEO是袁行远。该公司还曾出品过一款人工智能天气预报软件“彩云天气”。软件上线之后，曾登上App Store首页的“新鲜App”推荐首位。2018年4月22日，以“人工智能与教育”为主题的“2018好奇心论坛”在美国硅谷的计算机历史博物馆举行，大会全程使用彩云小译进行AI同传翻译。2018年6月，彩云小译开发了网页版，并上线日语翻译。9月，彩云小译API内置入中文维基百科的“内容翻译”功能中。

## 功能
彩云小译的软件在安卓和iOS两个平台提供免费下载，另有网页版供在线使用。提供“同声传译”和“交互翻译”两项功能，支持中文、英文、日语三种语言。用户通过语音输入后，软件就可进行实时翻译，速度与真人同传接近。口音问题上，汉语支持粤语、河南话和四川话，英语支持美国英语、英国英语、澳大利亚英语等五国口音。插入耳机后，对话双方一人戴耳机的一端，用不同语种对话，耳机里会实时传回翻译好的内容。在准确性上，软件基于人工智能神经网络，对原句进行分析，从而提供更加准确的效果；并链接到多个翻译数据库，提升翻译质量。除了移动端的APP外，彩云小译还提供网页翻译、视频翻译和文档翻译等功能。移动端的软件还提供了“发现”功能，内置精选的翻译内容。对于翻译之后的内容，还提供直达必应搜索的功能。
彩云小译作为一款人工智能翻译软件，拥有机器学习能力。软件通过科大讯飞模块的语音识别，将要翻译的语句中的每个字词导入神经网络中，筛选出几个方案，最后反馈机器得出的最佳答案。通过用户的改善和从数据库的收集，软件在选择最佳答案时会更加接近人类的思路。